# 경기도립광주도서관
경기도교육청광주도서관은 대한민국 경기도 광주시에 있는 경기도교육청 소속도서관으로서, 경기광주하남교육지원청 소속 직속기관이다.

## 연혁
- 1990년 9월 10일 광주군립도서관 개관
- 1991년 3월 26일 경기도립광주도서관으로 명칭 변경
- 1999년 1월 15일 경기도립중앙도서관광주분관으로 명칭 변경
- 2001년 4월 6일 평생학습관 지정[경기도교육감]
- 2015년 3월 1일 경기도립광주도서관으로 명칭 변경
- 2018년 3월 21일 경기광주교육도서관으로 명칭 변경
- 2025년 3월 1일 경기도교육청광주도서관으로 명칭 변경

## 이용 안내
이용 시간
- 종합자료실/연속간행물실/디지털자료실: 평일 09:00 ~ 20:00, 주말 09:00 ~ 17:00
- 어린이실: 평일 09:00 ~ 18:00, 주말 09:00 ~ 17:00
- 일반열람실: 평일 09:00 ~ 22:00, 주말 09:00 ~ 20:00

휴관일
- 매주 월요일
- 일요일을 제외한 관공서의 공휴일(단, 일요일이 공휴일인 경우에는 휴관)
- 관장이 필요하다고 인정하는 경우